# Tilmann Meyer zu Erpen
Tilmann Meyer zu Erpen es un jinete alemán que compitió en la modalidad de doma. Ganó una medalla de oro en el Campeonato Europeo de Doma de 1985, en la prueba por equipos.

## Palmarés internacional
| Campeonato Europeo | Campeonato Europeo     | Campeonato Europeo | Campeonato Europeo |
| Año                | Lugar                  | Medalla            | Categoría          |
| ------------------ | ---------------------- | ------------------ | ------------------ |
| 1985               | Copenhague (Dinamarca) | Medalla de oro     | Por equipos        |